# Owkin
Owkin est une start-up et licorne française, crée en 2016 à Paris, spécialisée en biotechnologies, en informatique médicale et dans l’Intelligence artificielle au service de la médecine, via notamment l’apprentissage fédéré appliqué à la recherche médicale.
Elle collabore avec de nombreux centres hospitaliers, dont l’AP-HP, avec pour objectif d'introduire l'intelligence artificielle dans le domaine de la médecine afin de découvrir de nouveaux médicaments et meilleurs traitements pour les besoins médicaux non satisfaits, en particulier dans le secteur de la lutte contre le cancer, de l'immunologie et les maladies cardiovasculaires (Owkin collabore avec Amgen pour améliorer la prédiction en matière cardiovasculaire).
Pour ce faire, Owkin utilisent des données anonymisées provenant de nombreuses sources,.

## Histoire
Owkin est fondée en 2016 à Paris par Gilles Wainrib, docteur en intelligence artificielle appliquée à la biologie, et Thomas Clozel, chercheur clinicien et ancien professeur adjoint en hématologie clinique, rompu à la recherche clinique, fils de Jean-Paul Clozel et de son épouse Martine, qui ont fondé les sociétés Actelion et Idorsia.
Thomas Clozel dirige la société. La direction technique est assurée depuis début 2021 par Camille Marini, l'une des très rares femmes à être CTO d'une startup européenne.
Owkin a levé 255 millions de dollars depuis sa création en 2016 jusqu'en 2022. Sa levée de fonds d'un montant de 180 millions de dollars, apportés par Sanofi le 18 novembre 2021, valorise l'entreprise à plus de 1 milliard de dollars, ce qui lui donne le statut de licorne.
La société, initialement créée en France, développe des activités aux États-Unis et en Grande-Bretagne, puis à partir d'octobre 2021 en Suisse près de Bâle a Allschwil pour l'entreprise de son père Idorsia.
En septembre 2022, Owkin a annoncé obtenir une certification européenne CE-IVD (diagnostic in vitro) pour deux nouvelles solutions de traitement du cancer précoce du sein et du cancer colorectal. Ils ont déjà été testés dans plusieurs hôpitaux français et sont basés sur une analyse approfondie des images pathologiques numériques.
En 2024, Owkin informe que son partenariat avec l’Assistance Publique-Hôpitaux de Paris (AP-HP, premier centre hospitalier universitaire d’Europe), sera reconduit pour 5 ans au moins, afin de renforcer l’utilisation de l’IA et des données de santé pour la découverte de nouvelles thérapies, et pour améliorer la prise en charge des patients. Dans ce cadre, depuis 2019, avec l’AP-HP, Owkin a contribué à plus de vingt projets de recherche, dont certains déjà traduits en publications scientifiques. Au sein de l'AP-HP, l'hôpital Bicêtre a été pionnier en pathologie numérique, dont en testant l'outil intelligent de pronostic Dx RlapsRisk BC, créé par Owkin et l’Institut Gustave Roussy, certifié certification CE-IVD (CE Marking for In Vitro Diagnostic) en 2022, pour prédire la risque de rechute chez une patiente traitée pour un cancer du sein précoce, ce qui permet d'aider les oncologues à choisir les thérapies les plus adaptées aux patientes en fonctin de ce risque, les patientes à faibles risque pouvant alors éviter la chimiothérapie.
 Ces deux partenaires ont aussi créé PACpAInt, un modèle de deep learning adapté à la prévision des sous-types génomiques de l’adénocarcinome du pancréas, encore souvent mortel mais que l'on dépiste et traite mieux qu'autrefois. 
 Avec l'AP-HP et Sorbonne Université, Owkin travaille au projet RHU AI-Triomph qui vise à former un système d’IA capable d'améliorer et personnaliser les traitements, et à optimiser les essais cliniques en oncologie grâce à l’IA et à une approche multimodale, en ciblant les adénocarcinomes canalaires du pancréas et de l’œsophage, et les cancers de la thyroïde réfractaires à l’iode radioactif. Ces partenaires voudraient créer un “cancer intelligence hub” associé à l’AP-HP pour élarfir l’utilisation de l’IA à d’autres domaines médicaux, tout en continuant de s’appuyer sur l’entrepôt de données de santé (EDS) de l’AP-HP, qui rassemble les informations de 14 millions de patients.

## Méthodes et technologies utilisées
Pour mieux prédire les probabilités de réussite d'un traitement appliqué à un malade, l'apprentissage par l'IA nécessite de lui donner accès à un grand nombre de données de santé anonymisées, "propres" et bien structurées, et provenant de nombreuses sources,. Face à la difficulté d'accéder aux données médicales individuelles, très protégées pour des raisons de défense de la vie privée qui font que la règlementation s'oppose au transfert des données de santé non anonymisées, l'une des méthodes utilisées est de ne pas déplacer ces données, mais de les faire analyser par des algorithmes dans leur lieu de production, dans les hôpitaux qui en produisent le plus. Le projet Oncolab avec l'INRIA et la startup Arkhn consiste à standardiser l'accès aux données de différents hôpitaux grâce à un langage commun.
Owkin s'est donc appuyé sur la technologie d'apprentissage fédéré (FL), déjà utilisé dans la finance et l'industrie, mais peu dans le secteur médical. Cette approche permet à plusieurs clients détenant de la donnée sensible d’entraîner de manière collaborative des modèles d’apprentissage automatique, sur cette donnée, mais sans jamais la centraliser hors de son "silo" d'origine et en la rendant anonyme par des filtres algorithmiques. Ainsi, Owkin a contribué à produire une nouvelle suite de jeux de données inter-silos axée sur les soins de santé, « FLamby » (acronyme de Federated Learning AMple Benchmark of Your cross-silo strategies, open source qui permet à des chercheurs de télécharger des ensembles de données, de reproduire les résultats et de réutiliser ses composants pour leurs travaux scientifiques.
Owkin a contribué à un consortium (de 10 sociétés pharmaceutiques, laboratoires de recherche universitaires, entreprises industrielles et startups) qui a créé une nouvelle plateforme (dite MELLODDY, la première réalisée à échelle industrielle, permettant à échelle mondiale, la découverte fédérée de médicaments sans partage nécessaire des ensembles de données individuelles confidentielles des partenaires. Un modèle d'IA fédéré a été entraîné sur cette plateforme, en agrégeant des éléments provenant de chaque partenaire contributeurs, dans un système cryptographié, sécurisée et anonymisant, permettant de multiples itérations d’entraînement du modèle d'IA.

L'architecture de cette plate-forme est de type multi-comptes, hébergée par l'Amazon Web Services (AWS) où les clusters Kubernetes sont exécutés dans des sous-réseaux privés. Les partenaires ont différents droits et autorisations sur la plateforme qui est administrés de manière décentralisée.
Cette plateforme, construite dans le cadre du projet MELLODDY (subvention n° 831472), a rapidement permis de nouvelles découvertes scientifiques.

## notes et références
1. 1 2  Sirene (registre national des sociétés).
2. ↑  Jie Xu, Benjamin S. Glicksberg, Chang Su et Peter Walker, « Federated Learning for Healthcare Informatics », Journal of Healthcare Informatics Research, vol. 5, no 1,‎ 12 novembre 2020, p. 1–19 (ISSN 2509-4971 et 2509-498X, DOI 10.1007/s41666-020-00082-4, lire en ligne, consulté le 30 septembre 2024)
3. 1 2  Jared Council, « Intel, Health Institutions to Use Emerging AI Technique to Improve Tumor Detection », sur Wall Street Journal, 11 mai 2020.
4. 1 2 3  Guillaume Bregeras, « Owkin applique l'analyse prédictive aux traitements contre le cancer », Les Échos,‎ 16 janvier 2018 (lire en ligne).
5. 1 2  « Owkin heads to Basel », sur Basel Area, 15 octobre 2021.
6. ↑  « Owkin, nouvelle licorne française de l’IA en santé », sur Business France, 3 décembre 2021
7. ↑  Mathieu Rosemain, « Drugmaker Sanofi invests $180 mln in French AI startup Owkin », sur Reuters, 18 novembre 2021.
8. ↑  « Owkin veut améliorer la prise en charge des cancers du sein et colorectal grâce à l'analyse d'images », sur usine-digitale.fr (consulté le 12 septembre 2022)
9. 1 2 3 4  « L’AP-HP et Owkin prolongent leur collaboration afin d'accélérer l’innovation en IA médicale », sur ActuIA (consulté le 30 septembre 2024)
10. ↑  Charlie Saillard, Flore Delecourt, Benoit Schmauch et Olivier Moindrot, « Pacpaint: a histology-based deep learning model uncovers the extensive intratumor molecular heterogeneity of pancreatic adenocarcinoma », Nature Communications, vol. 14, no 1,‎ 13 juin 2023 (ISSN 2041-1723, DOI 10.1038/s41467-023-39026-y, lire en ligne, consulté le 30 septembre 2024)
11. ↑  Frank Niedercorn, « Oncolab vise à standardiser les données pour doper la recherche contre le cancer », Les Échos,‎ 24 juin 2022 (lire en ligne).
12. ↑  « owkin/FLamby », 25 septembre 2024 (consulté le 30 septembre 2024)
13. ↑  Yang Liu, Xinle Liang, Jiahuan Luo et Yuanqin He, Cross-Silo Federated Neural Architecture Search for Heterogeneous and Cooperative Systems, Springer International Publishing, 1er octobre 2022, 57–86 p. (ISBN 978-3-031-11747-3, lire en ligne)
14. 1 2 3  Martijn Oldenhof, Gergely Ács, Balázs Pejó et Ansgar Schuffenhauer, « Industry-Scale Orchestrated Federated Learning for Drug Discovery », Proceedings of the AAAI Conference on Artificial Intelligence, vol. 37, no 13,‎ 26 juin 2023, p. 15576–15584 (ISSN 2374-3468 et 2159-5399, DOI 10.1609/aaai.v37i13.26847, lire en ligne, consulté le 30 septembre 2024)

- (en) Cet article est partiellement ou en totalité issu de l’article de Wikipédia en anglais intitulé « Owkin » (voir la liste des auteurs).